# رجال الغاية
رجال الغاية (بالإنجليزية: The Point Men)‏ هو فيلم حركة أصدر في فرنسا ولوكسمبورغ سنة 2001. الفيلم من إخراج جون غلين وكتابة ستيفن هارتف وريبلي هايسميث.

## بطولة
- كرستوفر لامبيرت
- مريم دابو
- كيري فوكس
- فينسينت ريغان
- كارل ماكاننش

## الممثلون والشخصيات
- كريستوفور لامبيرت (بدور: توني إغهارت)
- مريم دابو (بدور: فرانكي كولن)
- كيري فوكس (بدور: مادي هوب)
- فينسينت ريغان (بدور: عمار كامل)
- كارل ماكاننش (بدور: هورست)
- دونالد سامبتر (بدور: بيني باوم)

## الميزانية والإيرادات
بلغت تكلفة إنتاج الفيلم حوالي 6,100,000 دولار (تقدير) .

## وصلات خارجية
- رجال الغاية على موقع IMDb (الإنجليزية)
- رجال الغاية على موقع روتن توميتوز (الإنجليزية)
- رجال الغاية على موقع نتفليكس (الإنجليزية)
- رجال الغاية على موقع ألو سيني (الفرنسية)
- رجال الغاية على موقع Turner Classic Movies (الإنجليزية)
- رجال الغاية على موقع أول موفي (الإنجليزية)
- رجال الغاية على موقع فيلمافينيتي (الإسبانية)
- رجال الغاية على موقع قاعدة بيانات الأفلام السويدية (السويدية)
- رجال الغاية على موقع قاعدة بيانات الفيلم (الإنجليزية)
- رجال الغاية على موقع ليتربوكسد (الإنجليزية)

1. ↑  "معلومات عن رجال الغاية على موقع movie.walkerplus.com". movie.walkerplus.com. مؤرشف من الأصل في 2015-02-24.
2. ↑  "معلومات عن رجال الغاية على موقع rottentomatoes.com". rottentomatoes.com. مؤرشف من الأصل في 2019-09-20.
3. ↑  "معلومات عن رجال الغاية على موقع kinenote.com". kinenote.com. مؤرشف من الأصل في 2019-12-15.